# Zbigniew Żółtowski
Zbigniew Adolf Żółtowski herbu Ogończyk (ur. 1888 w Myszkowie, zm. 16 lutego 1973 w Buenos Aires) – polski oficer, dyplomata, działacz społeczny i polityczny.

## Życiorys
Pochodził z ziemi wielkopolskiej. Urodził się 17 lutego lub 17 października 17 listopada 1888 w Myszkowie. Był synem Edmunda (1853-1926) i Ludwiki z domu Wesięrskiej-Kwileckiej (1865-1943).
Po odzyskaniu przez Polskę niepodległości został przyjęty do Wojska Polskiego. Został awansowany do stopnia podporucznika rezerwy artylerii z 1 czerwca 1923. W 1923, 1924 był oficerem rezerwowym 18 Pułku Artylerii Polowej w Otrowie Łomżyńskim. W 1934 jako podporucznik rezerwy był przydzielony do Oficerskiej Kadry Okręgowej nr VII jako oficer przewidziany do użycia w czasie wojny i pozostawał wówczas w ewidencji Powiatowej Komendy Uzupełnień Szamotuły.
W grudniu 1939 został aresztowany przez gestapo, w 1940 opuścił ziemie polskie i trafił do Argentyny, gdzie był reprezentantem rządu RP na uchodźstwie w Argentynie, Urugwaju i Paragwaju, pełniąc urząd ministra pełnomocnego RP oraz delegata Polskiego Czerwonego Krzyża, wspomagając polskich emigrantów w Ameryce Południowej.
Zmarł 16 lutego 1973 w Buenos Aires. Został pochowany na cmentarzu Recoleta dzień później.

## Odznaczenia
- Wielka Wstęga Orderu Odrodzenia Polski (21 kwietnia 1959, przyznany przez Prezydenta RP na uchodźstwie za zasługi położone w służbie państwowej i w pracy społecznej)[11][12]
- Odznaczenia polskie i zagraniczne[2][11]

## Życie prywatne
W 1924 w Warszawie ożenił się z Heleną Komorowską herbu Dołęga (1893-1974). Mieli dwoje dzieci: Jana Damascena (1925-1988) i Marię Ewelinę (ur. 1927).